# Sokołówka (Łódź)
Pour les articles homonymes, voir Sokołówka.
Sokołówka est une localité polonaise de la gmina de Żelechlinek, située dans le powiat de Tomaszów Mazowiecki en voïvodie de Łódź.